# Incze Andor
Incze Andor (Kolozsvár, 1911. február 25. – Kolozsvár, 1986. január 9.) erdélyi magyar földrajzi, geológiai szakíró. Incze Jolán férje.

## Életpályája
Középiskolai tanulmányait Kolozsvárt a Piarista Gimnáziumban (1928), egyetemi tanulmányait itt és a prágai Német Egyetemen végezte, 1936-ban szerezte meg a földrajz–geológia szakon tanári oklevelét. 1942-ben doktorált a kolozsvári egyetem természettudományi karán A magyar természeti földrajz fejlődéstörténeti vázlata c., nyomtatásban is megjelent értekezésével. Tanárként működött a román tannyelvű Gh. Bariţiu Gimnáziumban (1940–44), ugyanekkor egyetemi tanársegéd (1943), adjunktus (1945), majd egyetemi előadótanár a Bolyai Tudományegyetemen (1948) és a Babeș–Bolyai Tudományegyetemen (1959) nyugalomba vonulásáig (1976).
Első írását a Jóbarát ifjúsági lap közölte (1925). Széles körű világgazdasági tájékozottságon alapuló szaktanulmányait az Erdélyi Múzeum, Revista Ştiinţifică "V. Adamachi", Revista Geografică Română, Földrajzi Közlemények, Studia Universitatis Babeş–Bolyai és más szakfolyóiratok közölték. Gazdaságpolitikai, pedagógiai, orvosföldrajzi, geomorfológiai és földrajztörténeti írásai jelentek meg a Korunk hasábjain (Arábia kőolajtelepei, 1957; A monopóliumok és a nemzeti függetlenség, 1958; A francia finánctőke birodalma, 1958; Egy szuperkartell alapítása, működése és bomlása, 1959; A monopóliumok hálójában, 1962; Algéria a független államalapítás küszöbén, 1962).

## Önálló kötetei
- America de Nord. Geografie fizică (egyetemi tankönyv, 1968);
- America Centrală şi America de Sud. Geografie fizică (egyetemi tankönyv, 1968).